# سیلویو لئونارد
سیلویو لئونارد (اسپانیایی: Silvio Leonard‎؛ زادهٔ ۲۰ سپتامبر ۱۹۵۵) دونده اهل کوبا بود.
وی در مسابقات کشوری و بین‌المللی در مجموع برندهٔ ۱۱ مدال طلا، ۹ مدال نقره، ۳ مدال برنز شده‌است.